# Medjedel
Medjedel là một đô thị thuộc tỉnh Msila, Algérie. Dân số thời điểm năm 2002 là 18.616 người.